# Philip Stopford
Philip W J Stopford (né en 1977) est un organiste et compositeur britannique. Il est connu pour ses œuvres vocales a cappella.  

## Biographie

### Jeunesse et formation
Stopford se rend à Londres, accompagné de sa mère, pour assister à un concert à l'Abbaye de Westminster. Le jeune garçon n'a que 7 ans et il tombe en admiration devant la prestation vocale qu'il vient d'entendre. Il commence sa carrière musicale en tant que choriste à l'Abbaye de Westminster entre 1986 et 1990. Sa formation l'oblige à vivre en interne à l'Abbey Choir School. Ce prestigieux chœur composé de 35 choristes chante les offices liturgiques (Evensong). Stopford a l'opportunité d'enregistrer plusieurs disques et de se produire en tournée (il visitera 13 villes américaines). Il a eu la chance de chanter pour Sir Laurence Olivier, ce qui a donné lieu à une captation télévisuelle diffusée sur BBC1. 
En parallèle, il étudie le piano, l'orgue et le violon. 
Avec une bourse d'études, il se rend à la Bedford School qu'il fréquente entre 1990 et 1995. Nommé organiste à la Cathédrale de Truro dans les Cornouailles, il collabore avec Andrew Nethsingha et Simon Morley. Il joue le mariage d'Andrew avec Lucy Nethsingha.  Cette période marque le début de plusieurs compositions. La plupart sont des commandes émanent de chœur. 
Pour son Bachelor of Arts, il se rend à l'Université d'Oxford entre 1996 et 1999. Stopford devient organiste au Kleble College. Il enregistre un CD Magnificat et Nuc Dimittis et il dirige l'intégralité de la Passion selon Saint Jean de Bach ainsi que la messe en si mineur dans la chapelle du Kleble College. 

### Organiste et compositeur
En 1999, Stopford est nommé à la Cathédrale de Canterbury, à l'occasion du millénaire de l'église-mère anglicane. Il accompagne le chœur de la cathédrale et chante lui-même comme contre-ténor sous la direction de David Flood. 
Pour le festival international des chœurs d'enfants, dirigé par Henry Leck et David Flood, il compose la série Creating Artistry publiée chez Hal Leonard. 
En avril 2000, il reprend la tribune de la Cathédrale de Chester. En complément de son poste d'organiste, il enseigne le piano à l'Abbey Gate College, une école locale indépendante. De plus, il dirige un chœur de chambre : Vox Dicentis. 
Âgé de 25 ans, il est nommé Directeur de la musique (équivalent de Maître de Chapelle en France) à la Cathédrale Sainte-Anne de Belfast. Il fête le centenaire de la consécration de l'édifice en 2004 et y enregistre trois CD. La période est particulière prolifique autour de Noël. Le compositeur écrit plusieurs arrangements à partir d'hymnes anciens (A Christmas Blessing ou Lully Lulla Lullay). 
Fort de son expérience de chef de chœur, il décide de composer pour que les chœurs du monde entier puissent chanter une musique « nouvelle ». Il reçoit de multiples commandes. Désormais indépendant, il se consacre à plusieurs projets (compositions et enregistrements). 
En septembre 2015, le compositeur est invité en résidence à Bronxville (New York). Christ Church lui ouvre la possibilité de développer un nouveau programme musical et de travailler avec un chœur semi-professionnel. 
La chorale du Methodist College de Belfast a créé en mars 2019 la plus grande œuvre de Stopford à ce jour : Missa Deus Nobiscum. Messe latine d'une trentaine de minutes pour chœur et orchestre, son style se rapproche de celui de Dan Forrest.     
En juillet 2021, Stopford retourne au Royaume-Uni. Il s'établit à Leighton Buzzard afin d'être plus proche de sa famille. Son père meurt en novembre. 

## Œuvre
Ses œuvres vocales a cappella sont des prières ou des hymnes traditionnels en latin, parfois en anglais. Trois des compositions de Stopford sont retenues pour le Classic FM Hall of Fame en 2014. 